# Цунеморі Акане
Акане Цунеморі (яп. 常守 朱, Tsunemori Akane) є одним із головних персонажів аніме-серіалу Psycho-Pass студії Production I.G. Щойно закінчивши коледж, Акане стає новим учасником Команди 1 Бюро карного розшуку та громадської безпеки. В команді Акане співпрацює з «виконавцями», розслідуючи кримінальні злочини, відвідує місця їх скоєння, що змінює її погляд на суспільство та робить її досвідченим детективом. Вона також з'являється в друкованих виданнях у вигляді манґи та новел. В аніме-серіалі її озвучила Кана Ханадзава.
Акане була створена як персонаж, який мав би давати відповіді на запитання глядачів. Крім того, було заплановано показати її прогрес від новачка до досвідченого детектива. Критика віднеслась до неї неоднозначно. Деякі критики бачили в ній типового нового поліціянта, інші критикували за нецікавість. Тим не менш, її зростання впродовж історії було схвалено та відмічено критиками.

## Роль
Акане є 19-річною головною героїнею, щойно призначеною на роботу в Команду 1. Вона складає екзамени на відмінно, що дає їй доступ вступу на роботу у великі державні та приватні корпорації. Вона обирає поліцію, оскільки з її знайомих ніхто не отримав можливості вступу туди, і вона вирішує, що вона та, кому ця робота призначена та під силу. Хоча їй спочатку стає не по душі полювання на потенційних злочинців, «виконавець» Когамі, якого вона поранила, щоб захистити невинну жертву нападу, мотивує її працювати в поліції поруч з «виконавцями». Вона починає дружити з Когамі. В одному з випадків, найкращу подругу Акане вбиває геній-злочинець Сьогу Макішіма. Однак, її прийняття суспільства та боротьби з конфліктами не дали їй стати латентним злочинцем внаслідок шоку від смерті найкращої подруги. Акане вирішує арештувати Сьогу Макішіму.
Акане та Когамі заарештовують Макішіму, але злочинець втікає. В результаті, Когамі покидає Команду 1, щоб власними силами знайти його, що викликає нерозуміння Акане. Акане довідується, що члени системи Сивілла є безсмертними, та вони бажають, щоб Акане спіймала Макішіму живим. Акане погоджується за умови, якщо втеча Когамі буде виправдана. Незважаючи на зусилля, Акане не вдається зупинити Когамі, який вбиває Макішіму. Члени системи Сивілла залишають її живою за умови, що вона нікому не розкаже правди про систему. В епілозі Акане стає фактично керівником Команди 1 та інформує новачка-інспектора.
Акане також з'являється в друкованій манґа-адаптації серіалу, де вона є головним персонажем. В аудіодрамі After Stories вона зв'язується з Когамі після подій серіалу, де обіцяє ще раз з ним зустрітися.

## Дизайн
Акане Цунеморі була створена як персонаж, яка мала виступати третьою стороною в конфлікті Когамі та Макішіми, з її точки зору також мали показуватися події серіалу. Однією з головних задач створювачів серіалу було показати її зростання протягом історії. На початку першого сезону вона виступає невинним новобранцем, але поступово через декілька серій вона стає більш зрілим та стриманим персонажем. Це було підтверджено словами Кани Ханадзави, японської актриси, яка озвучила Акане, що після третьої серії, отримавши такий травматичний досвід, Акане мала зрозуміти невинність дій поліціянтів.
Її персонаж був розроблений Манґаманґакою Акірою Амано та озвучений Кано Ханадзавою.

## Критика
Перша реакція на персонаж Акане був неоднозначним. Хіроко Ямамурі з Japanator сподобався перший епізод, який був сфокусований на роботі поліцейського з точки зору Акане. Томас Зот з The Fandom Post висловився, що її особистість є типовою для драм, але відзначив, що вона виросла як персонаж протягом історії. В схожій рецензії Ребекка Сільверман з Anime News Network висловилася про перший епізод, що Акане «з її ясним розумом та наївною душею, виглядає аутсайдером, дивлячись на речі під іншим кутом.» В більш пізніх епізодах рецензенту сподобались відносини, які Акане встановила з Масаокою та Гінозою, які призвели до кількох цікавих сцен.
Акане виграла звання «Miss Noitamina» в офіційному голосуванні від noitamina. В Newtype anime awards вона отримала третє місце як жіночий персонаж.